# Silene demavendica
Silene demavendica är en nejlikväxtart som beskrevs av Joseph Friedrich Nicolaus Bornmüller. Silene demavendica ingår i släktet glimmar, och familjen nejlikväxter. Inga underarter finns listade i Catalogue of Life.